# 621

## Eventos
Iniciação do Calendário Persa

## Mortes
- Sisebuto, rei visgodo
- Recaredo II, rei dos Visigodos